# Вулиця Отця Анатолія Жураковського
Ву́лиця Отця́ Анато́лія Журако́вського — вулиця в Солом'янському районі міста Києва, селище Жуляни. Пролягає від вулиці Шевченка до Садової вулиці.
Прилучаються провулок Костянтина Михальчука, вулиці Територіальної оборони, Гоголя та Анатолія Лупиноса.

## Історія
Перший квартал вулиці (до прилучення вулиць Територіальної оборони та Гоголя) існував вже в середині XIX століття (куток Козлівщина). Решту прокладено в 1950-х роках під назвою Радянська, як одну з нових вулиць села Жуляни.
Сучасна назва — з 2016 року, на честь Анатолія Жураковського (1898–1937), священика-новомученика, сповідника віри, богослова, духовного письменника.

## Установи та заклади
- №& 3 — відділення зв'язку № 169 та відділення Ощадбанку.